# Giorgio Brambilla
Giorgio Brambilla (Monza, 4 maggio 1926 – Guanzate, 4 maggio 2004) è stato un politico italiano.